# Euscelophilus chinensis
Euscelophilus chinensis es una especie de coleóptero de la familia Attelabidae.

## Distribución geográfica
Habita en Vietnam, Corea y China.